# Pablo Palacio

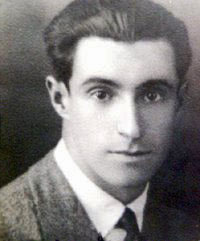
Pablo Palacio

Pablo Palacio (* 25. Januar 1906 in Loja (Ecuador); † 7. Januar 1947 in Guayaquil) war ein ecuadorianischer Schriftsteller und 
Professor.

## Leben
Palacios Vater, der Haciendabesitzer Agustín Costa, bekannte sich nicht zum unehelichen Sohn mit der Schneiderin Clementina Palacio, die aus verarmter Oberschichtfamilie stammte (später bot der Vater seinem Sohn den eigenen Nachnamen an, dieser lehnte jedoch ab). Seine Mutter starb jung, so dass er seine Jugend in der Obhut eines Onkels, der in hoher Position in der Verwaltung der Stadt Loja tätig war, verbrachte. Er konnte dank der Unterstützung seines Onkels ein Jurastudium in der Hauptstadt Quito aufnehmen, das er 1931 abschloss. Er wurde Rechtsanwalt und eines der führenden Mitglieder der Sozialistischen Partei Ecuadors. 1932 wurde er zum Unterstaatssekretär im Erziehungsministerium (unter dem neuen Erziehungsminister Benjamín Carrión und dessen Nachfolger) ernannt. 1936 wurde er zum Professor für Rechtsgeschichte und Rechtsphilosophie der Universidad Central del Ecuador ernannt. 1937 heiratete er Carmita Palacios Cevallos. Ab 1938 begann er unter einer psychischen Krankheit zu leiden, die auf eine Syphilisinfektion zurückgeführt wurde. Er zog sich Stück für Stück aus dem öffentlichen Leben zurück und zog 1940 mit seiner Frau zur ärztlichen Behandlung nach Guayaquil, konnte jedoch auch dort nicht geheilt werden.

## Werk
Palacios literarisches Werk ist relativ klein, dennoch gehört er zu den wenigen ecuadorianischen Schriftstellern, der über die Landesgrenzen hin im lateinamerikanischen Raum Bekanntheit erlangte.
In den zehn Jahren seiner literarischen Produktivität zwischen 1921 und 1932 schuf er ein Werk eigener Art, dass sich vom Schaffen seiner Zeitgenossen in Ecuador (u. a. Jorge Icaza und Demetrio Aguilera Malta), die dem Sozialrealismus zuneigten, sehr unterschied. Palacio schrieb über Psychologie und Wahnsinn, über kränkliche Menschen und Fälle, über sadistische Menschenfresser und eifersüchtige siamesische Zwillinge, über ängstliche Waisenkinder und Frauen, die die Sterne betrachten. Er schrieb über alltägliche, aber unsterbliche Komödien.
Sein Gesamtwerk besteht aus nur vier Büchern, dem Erzählband Un hombre muerto a puntapiés („Ein durch Tritte getöteter Mann“, 1927), den Roman Débora (1927) und Vida del ahorcado („Das Leben des Gehängten“, 1932) und dem Bühnenstück Comedia imortal („Unsterbliche Komödie“, 1926). Sein erster Roman Ojeras de la Virgen („Augenringe der Jungfrau“) gewann einen Literaturpreis der Provinz Loja, wurde jedoch nicht veröffentlicht. Das Manuskript gilt als verschollen, eine Teilveröffentlichung fand 1925 in Quito als Un nuevo caso de mariage en trois („Ein neuer Fall einer Dreierhochzeit“) statt.
Die Extravaganz des Werkes von Pablo Palacio führte gemeinsam mit seiner späteren Geisteskrankheit dazu, dass zeitgenössische Kritiker ihn als einen „Verrückten“ abtaten, obwohl alle seine überlieferten Werke lange vor 1938 erschienen, und sein Werk weitgehend in Vergessenheit geriet bzw. unverstanden blieb. Erst in den 1970er Jahren, als Autoren wie Julio Cortázar mit einem vergleichbar eigenständigen Stil längst einen hervorragenden Ruf genossen, begann die Renaissance Palacios'. Seine Werke sind in zahlreichen Anthologien enthalten, darunter die 1992 in Madrid bei Alianza erschienene Antología crítica del cuento hispanoamericano del siglo XX. Vol. I: Fundadores innovadores (ISBN 84-206-7277-7), herausgegeben von José Miguel Oviedo, die mehrfach neu aufgelegt wurde. Im Jahr 2000 erschienen seine gesammelten Werke (Obras completas) in einer von Wilfrido Corral besorgten kritischen Ausgabe. Ende 2010 erschien der erste Band einer zweisprachigen kritischen Textausgabe (span.-deutsch) der Werke Palacios in Deutschland: Pablo Palacio, Kurzgeschichten-Cuentos (ISBN 978-3-89975-219-9) (hg.v. Klaus Semsch, München: Martin Meidenbauer 2010).

## Werke
- Un nuevo caso de mariage en trois, Quito 1925, Novelle
- Comedia inmortal, 1926, Bühnenwerk
- Débora, Quito 1927, Kurzroman
- Un hombre muerto a puntapiés („Ein Mann mit Fußtritten getötet“), Quito 1927, Erzählungen
- Vida del ahorcado, Quito 1932, Roman
- Obras Completas, Madrid, Nanterre u. a.: Editorial Fondo de Cultura Económica y Archivos, 2000, ISBN 2-914273-01-0.
- Kurzgeschichten/Cuentos. Zweisprachige Ausgabe von Klaus Semsch. Edición bilingüe, München: Meidenbauer 2010 (Das Gesamtwerk - Obras completas 1) (Reihe: Ecuador - Studien und Editionen, 1)